# Atharvavéda
Atharvavéda, též Atharvavéd, je sbírka védských hymnů a zaříkávání. Je to čtvrtý a poslední text počítaný k sanhitám, byl k nim připojen nejpozději a svými pasážemi které reflektují magické praktiky védského období se také od ostatních sanhit, zaměřených na obřady k uctění bohů, do určité míry liší.
Podle védských komentářů existoval původně v devíti redakcích různých rituálních škol zvaných šákhá, zachovány jsou však pouze dvě. První z redakcí je připisována škole Šaunakovců a obsahuje ve dvaceti knihách 731 hymnů a něco málo přes 6 000 strof. Druhá z redakcí je připisována škole Paippaládovců a je známa z rukopisu z 16. století, jež se však zachoval ve špatném stavu, s chybějícími pasážemi a množstvím chyb. Zároveň však zhruba osmina obsažených strof v první redakci chybí, přičemž se jedná nejspíše o původní vedský materiál. Bráhmanou, výkladem, k Atharvavédu, je Gópathabráhmana.
Atharvavéd je v obou redakcích členěn do dvaceti knih, přibližně šestina textu je psána v próze a zbytek v metru. I. až VII. kniha obsahuje krátké hymny, zatímco hymny v VIII. až XII. jsou delší. XIII. až XVIII. kniha obsahuje mnohé prozaické texty. Kniha XIX. má povahu doplňku a kniha XX. obsahuje především hymny převzaté z Rgvédu, ale také různé hádanky. Některé z knih mají specifické zaměření, XIII. kniha je například celá věnována slunečnímu bohu Róhitovi a jeho družce Róhíní, kniha XIV. se zase zabývá svatebním rituálem, kniha XV. kulty zvláštní komunity vrátjů a kniha XVIII. pohřebními rituály.